# D-Dot
D-Dot, pseudonimo di Deric Angelettie (Brooklyn, 31 luglio 1968), è un rapper e produttore discografico statunitense di origini portoricane.
È noto anche come The Madd Rapper (negli interludi delle sue canzoni) e come Papa Dot.

## Biografia
Emerse nella produzione hip hop nei primi anni novanta. Ha lavorato con P. Diddy e la Bad Boy Entertainment, per la squadra di produzione The Hitmen; ha anche prodotto "Hypnotize" di The Notorious B.I.G., "Feel So Good" dei Ma$e ed altri brani per artisti legati all'etichetta Bad Boy.
Attualmente è sposato con Lisa Angelettie, di GirlShrink.com. Da lei ha avuto quattro figlie, Ava, Ali, Autumn ed Alexis.

## Discografia

### 1990-1996
- Two Kings in a Cipher “From Pyramids to Projects” - Entire Album (BAHIA/RCA, 1991)
- Two Kings In a Cipher (Bahia/RCA, 1990)
  - “Movin' On ‘Em”
- "The Show Soundtrack" (Def Jam, 1995)
  - Suga - “What's Up Star?” (Produced with Ron "Amen-Ra" Lawrence)
- Outkast “Atliens” (LaFace 1996)
  - “Atliens Remix”
- Rakim “Build And Destroy” (Universal)
- Salt 'N' Pepa (MCA)
- Positive K “I Got A Man” (Remix)
- Larry Johnson - TV Commercial (MCA 1996) 
  - (And 1 Commercial)
- Nalini (1996) 
  - “Lay Down” (Bad Boy Remix) (Produced with Puff Daddy)

### 1997
- The Notorious B.I.G.: “Life After Death” (Bad Boy) 
  - “Hypnotize” (Featuring Pam from Total) (Produced with Puff Daddy & Ron "Amen-Ra" Lawrence)
  - “The World is Filled” (Featuring Too Short, Puff Daddy, Carl Thomas) (Produced with Puff Daddy)
  - “B.I.G.” Interludes (Produced with The Notorious B.I.G.)
- Puff Daddy & The Family: “No Way Out” (Bad Boy) 
  - “Do You Know” (Featuring Kelly Price) (Produced with Puff Daddy)
  - “Been Around The World” (Featuring Ma$e & The Notorious B.I.G.)
  - “It's All About the Benjamins” (Featuring The Lox, Lil' Kim, The Notorious B.I.G.)
  - “Pain”
  - Interludes
- L.L. Cool J: “Phenomenon” (Def Jam) 
  - “Hot, Hot, Hot” (Produced by Puff Daddy & Edward Logan Sony, Co-Produced By D-Dot)
- Ma$e: “Harlem World” (BadBoy) 
  - “Feel So Good” (Featuring Kelly Price) (Produced with Puff Daddy)
  - “24 Hours To Live” (Featuring The Lox, DMX & Black Rob) (Produced with Nashiem Myrick & Carlos Broady)
  - “I Need To Be” (Featuring Monifah) (Produced with Chucky Thompson)
  - “Do You Wanna Get $” (Featuring Kelly Price & Puff Daddy) (Produced with Ron "Amen-Ra" Lawrence)
  - Interludes (Produced with Ma$e & Puff Daddy)
- Tracey Lee: “Many Facez” (Bystorm/Universal)
  - The Theme (It's Party Time)
  - Clue
  - Big Will
- SWV: “Release Some Tension” (RCA)
  - "Give It Up” (Featuring Lil' Kim) (Produced with Lantz "Wet" Mitchell)

Produzioni esecutive:
- Puff Daddy & the Family: “No Way Out” (BadBoy)
- Ma$e: “Harlem World” (Bad Boy)
- Tracey Lee: “Many Facez” (Bystorm/Universal)

A&R:
- Ma$e: “Harlem World” (Bad Boy)
- Puff Daddy & the Family: “No Way Out” (Bad Boy)
- The Notorious B.I.G.: “Life After Death” (Bad Boy)

Remix:
- MC Lyte: “Cold Rock a Party” (Featuring Missy Elliott) (Produced with Puff Daddy, Stevie J., Ron "Amen-Ra" Lawrence) (East/West Records)
- Jody Watley: “Off the Hook” (Featuring Rakim) (MCA)
- Ray-J: “Everything You Want” (Elektra)

### 1998
- Jay-Z: “In My Lifetime Vol. 1” (Roc-A-Fella) 
  - “Where I'm From”
- Busta Rhymes: “Extinction Level Event” (Elektra) 
  - “Hot Shit”
- Made Men: “Classic Limited Edition” (Priority)
  - "Just You and I”
- Foxy Brown: “Chyna Doll” (Def Jam) 
  - “My Life”
- Jermaine Dupri: “Life in 1472” (So So Def) 
  - “Get Your Shit Right” (Featuring DMX, The Madd Rapper)
  - “Gotta Go” (Featuring Da Brat)
- The Lox: “Money, Power & Respect” (Bad Boy)
  - "Yonkers Tale (Intro)" (Featuring Carl Thomas)
  - “Money, Power & Respect” (Featuring DMX, Lil' Kim) (Produced with Ron "Amen-Ra" Lawrence)
  - “Can't Stop, Won't Stop” (Featuring Puff Daddy) (Produced with Puff Daddy)
  - “Bitches from Eastwick” (Produced with Chucky Thompson)
  - "All For The Love" (Additional Production)
  - "Everybody Wanna Rat" (Additional Production)
  - All Interludes
- Trina & Tamara “Trina & Tamara” (Columbia)
  - “Jo Anne”
- Imajin (Jive)
  - “Shorty (You Keep Playin with My Mind)” (Featuring Keith Murray)
- “Have Plenty Soundtrack” (Yab Yum) 
  - Queen Penn & Tracey Lee: “Rock The Body”
- Harlem World: “Harlem World” (All Out/So So Def/Columbia) 
  - “Cali Chronic” (Featuring Snoop Dogg)
- Total: “Keisha, Kima, and Pam” (Bad Boy) 
  - “Sitting Home” (Produced with Blake "Karrington" Smith)

Remix
- The Notorious B.I.G.: “Nasty Boy” (Featuring Kelly Price) (Bad Boy)

Produzioni esecutive:
- Faith Evans: “Keep the Faith” (Bad Boy)
- The Lox: “Money, Power, Respect” (Bad Boy)

A&R:
- The Lox: “Money, Power, Respect” (Bad Boy)
- Faith Evans: “Keep the Faith” (Bad Boy)

### 1999
- Goodie Mob: “World Party” (LaFace) 
  - "Rebuilding”
  - “Chain Swang”
- The Notorious B.I.G.: “Born Again” (BadBoy) 
  - “Let Me Get Down” (Featuring Missy Elliott & G-Dep)
  - “ If I Should Die Before I Wake” (Featuring Beanie Sigel, Ice Cube & Black Rob) (Produced with Coptic & Charlemagne)
- Puff Daddy: “Forever” (Bad Boy) 
  - “Real Niggas” (Featuring The Notorious B.I.G.)
  - “Mad Rapper Interlude”
- Ma$e: “Double Up” (Bad Boy) 
  - “Fuck Me, Fuck You”
  - “Mad Rapper Interlude”

### 2000
- The Madd Rapper: “Tell ‘Em Why U Madd” (Crazy Cat/Columbia)
  - “Stir Crazy” (Featuring Eminem)
  - “How To Rob” (Featuring 50 Cent)
  - “Dot vs. TMR”
  - “You're All Alone”
  - “How We Do” (Featuring Puff Daddy)
  - “Ghetto” (Featuring Raekwon)
  - “Survivin' The Game”
  - “Bongo Break” (Featuring Busta Rhymes)
  - “Whatever”
  - “Too Many Hos” (Featuring Jermaine Dupri & Lil' Cease)
  - “Esta Loca” (Featuring The Beatnuts)
  - “They Just Know” (Featuring Black Rob & Nature)
  - “Wildside”
  - “Shysty Broads”
- Carl Thomas: “Emotional” (Bad Boy)
  - “Special Lady” (Produced with Garrett "Blake" Smith)
- Black Rob: “Life Story” (BadBoy)
  - “Lookin' At Us” (Featuring Cee-Lo) (Produced with Nashiem Myrick)
  - “Jasmine” (Featuring Carl Thomas) (Produced with Nashiem Myrick)
  - “Can I Live?” (Featuring The Lox)
  - “PD World Tour” (Featuring Puff Daddy) (Produced with Charlemagne)
  - “B.R.” (Featuring G-Dep) (Produced with Black Rob)
  - “Madd Rapper Interlude”
- Da Brat: “Unrestricted” (So So Def) 
  - “Hands In The Air” (Featuring Mystikal)
- Tracey Lee: “Live from the 215” (Universal)
  - “We Like”
  - “Go ‘Head”

Produzioni esecutive:
- The Madd Rapper: “Tell ‘Em Why U Madd” (Crazy Cat/Columbia)
- Black Rob: “Life Story” (Bad Boy)

Remix:
- Carl Thomas: "Emotional” (Bad Boy)
- The Notorious B.I.G.: “Notorious” (Featuring Lil' Kim & Puff Daddy) (Bad Boy)

### 2001
- Lil' Kim: “Notorious K.I.M.” (Atlantic)
  - “Don't Mess With Me” (Produced by Kanye West, Co-Produced by D-Dot and Edward Logan Detroit)
- Bad Boy: “Greatest Hits” (Bad Boy)
  - “Mad Rapper Interludes”
- Ray Benzino: “Who Is Benzino?” (Motown)
  - “Just You And I”
  - “Déjà Vu Remix” (Featuring Big Pun)

### 2002
- Nas: The Lost Tapes (Columbia)
  - Poppa Was a Playa (Produced with Kanye West)
- Lady May MayDay (Crazy Cat)
  - The Dick & the Dough
- P. Diddy: We Invented The Remix (Bad Boy) 
  - The Notorious B.I.G.: Notorious (Featuring Lil' Kim, P. Diddy)

### 2003
- Mary J. Blige: “Love & Life” (Geffen) 
  - “Don't Go” (Produced with P. Diddy)
  - “Interlude: Finally Made It” (Produced with P. Diddy)
- Da Band “Too Hot 4 TV” (Bad Boy)
  - “Cheers 2 Me” (Featuring Mr. Bentley)
- Beanie Siegel: “State Property Presents The Chain Gang Vol. 2” (Roc-A-fella)
  - “It's On” (Featuring Jay-Z)
- Kay Slay “Street Sweeper Vol. 1” (Columbia)
  - “Stars” (Featuring Black Rob, G-Dep, Craig Mack)

Produzioni esecutive:
- Da Band: “Too Hot 4 TV” (Bad Boy)
- Lady May: “May Day” (Crazy Cat)

Remix:
- 112: "Hot & Wet" (Featuring Ludacris)

### 2004
- Carl Thomas: “Let's Talk About It” (Bad Boy)
  - “Let's Talk About it”
- 8 Ball & MJG: “Livin' Legends” (Bad Boy)
  - “Gangsta”

### 2005
- Black Rob: “The Black Rob Report" (Bad Boy/WB)
  - “B.L.A.C.K.”
  - “Y'all Know Who Killed ‘Em” (Featuring The Notorious B.I.G.)
  - “Help Me Out”
  - "Fire In Da Hole" (Featuring Ness)
- The Notorious B.I.G. “Duets: The Final Chapter” (Bad Boy/WB)
  - "I'm With Whateva" (Featuring Jim Jones & Juelz Santana)
  - “What's Goin' On" (Featuring Black Rob)
- Labba - "Untitled LP" (Jive)
  - "What Is It?

Produzioni esecutive:
- Black Rob: “The Black Rob Report" (Bad Boy/WB)
- Noah: "The Music Man" (Crazy Cat/Jive)

### 2006
- Danity Kane: "Danity Kane" (Bad Boy/Atlantic)
  - "Press Pause" (Produced with Mario Winans and Edward Logan )

### 2007
- The Madd Rapper: "Still Mad"